# Hope X
Hope X ist ein ehemaliges Raumgleiterprojekt der ehemaligen japanischen Raumfahrtagentur NASDA (National Space Development Agency) in Zusammenarbeit mit National Aerospace Laboratory of Japan (NAL). Inzwischen wurden beide Organisationen in der Japan Aerospace Exploration Agency (JAXA) vereinigt, das Projekt wurde nicht mehr weiterverfolgt.

## Entwicklung und Aufbau
Hope X beruht auf den Plänen für das bemannte Raumgleiter-Projekt Hope (H2 Orbiting Plane), das jedoch 1997 aufgrund finanzieller Probleme eingestellt werden musste, und auf ebenfalls fortgeschrittenen Plänen für ein unbemanntes Transportshuttle. Aus beiden Projekten wurde der bemannte Low-Budget-Raumgleiter Hope X abgeleitet. Das gegenüber dem Space Shuttle viel kleinere Hope X wurde primär als Testfahrzeug gesehen. Spätere Modifikationen sollten zum Beispiel Transportmissionen zur Internationalen Raumstation erlauben. Auch eine größere, bemannte Variante, Hope XA, sollte folgen.
Hope-X sollte eine Länge von 16,50 m, eine Spannweite von 12,00 m und eine Gesamtmasse von 13000 kg mit einer Nutzlast von 2000 kg haben. Als Träger für Hope X war eine modifizierte einstufige H-IIA-Rakete vorgesehen, die vom Tanegashima Space Center gestartet werden sollte. Für den ersten Testflug war eine einmalige Erdumrundung in einem Orbit von 120 bis 200 km und anschließender Landung geplant.

## Testflüge

### OREX
Der erste Testflug fand unter der Bezeichnung Orbital Re-entry Experiment (OREX) statt. Das Testexemplar war ein scheibenförmiger Raumflugkörper von 3,40 m Durchmesser, 1,46 m Dicke und 865 kg Startmasse. Es war mit hitzebeständigem Material beschichtet und enthielt Temperatursensoren. Zweck des Testfluges war die Erprobung des gesteuerten Wiedereintritts und der Erfassung von Messdaten über den Temperaturverlauf. Das Testexemplar mit der Bezeichnung Ryusei wurde am 3. Februar 1994 von einer H2-Rakete in die Erdumlaufbahn gebracht. Nach einer Erdumkreisung in etwa 450 km Höhe trat Ryusei wieder in die Erdatmosphäre ein und stürzte planmäßig in den Pazifischen Ozean.

### HYFLEX
Der nächste Testflug fand im Februar 1996 statt und trug die Bezeichnung Hypersonic Flight Experiment (HYFLEX). Der Experimentalflugkörper bestand aus einem Raumgleitermodell von 4,40 m Länge, 1,04 m Höhe und 1054 Masse. Das Modell wurde mit einer Rakete vom Typ J-I vom Tanegashima Space Center auf eine suborbitale Flugbahn von 110 km Höhe gebracht. Während dieses Flugs wurde vor allem die aktive Lagesteuerung getestet, die für den korrekten Eintrittswinkel und die Navigation zum geplanten Landeort sorgt. HYFLEX ging nur 3 km vom anvisierten Punkt bei der Insel Chichi-jima am Fallschirm nieder. Eine Bergung nach der Wasserung war geplant, jedoch versank HYFLEX im Ozean.

### ALFLEX
Die nächste Serie von Testflügen wurden mit einem verkleinerten Modell (37 % der Größe) des geplanten Raumgleiters durchgeführt. Das ALFLEX (Automatic Landing Flight Experiment) hatte eine Länge von 6,10 m, eine Höhe von 1,35 m und eine Masse von 760 kg. Insgesamt wurden im Juli und August 1996 dreizehn erfolgreiche Testflüge im australischen Woomera durchgeführt. Dabei wurde das ALFLEX von einem Hubschrauber angehoben und ausgeklinkt, wonach es dann automatisch auf einer horizontalen Landebahn aufsetzte.

### HSFD
Die letzten Testflüge wurden unter der Bezeichnung High Speed Flight Demonstration (HSFD) in zwei Phasen durchgeführt.

#### Phase 1
Für die Testflüge wurde ein Testgerät mit eigenem Düsenantrieb gefertigt, das im August 2002 fertiggestellt wurde. Es hat 25 % der geplanten Größe von Hope-X. Als Testgelände wurde das Aeon airfield auf der zu Kiribati gehörenden Insel Kiritimati ausgewählt. Die japanische Raumfahrtbehörde unterhält dort auch eine Telemetrie-Station für H-II-Starts.
Das Startkommando für das Testflugzeug wurde ferngesteuert gegeben, danach steuerte sich das Gerät völlig autonom, stieg auf eine vorprogrammierte Höhe und begab sich dann in einen steilen Sinkflug mit anschließender Landung auf der 1800 m langen Landebahn.
Die drei Testflüge fanden am 18. Oktober, am 5. November und am 16. November 2002 mit steigenden Anforderungen statt. Beim letzten Flug stieg das Flugzeug auf eine Höhe von 5005 m und erreichte eine maximale Geschwindigkeit von Mach 0,46. Es war dabei über 18 Minuten in der Luft.

#### Phase 2
Die zweite Phase der Testflüge fand in Schweden in Kooperation mit der französischen Raumfahrtbehörde Centre national d’études spatiales (CNES) statt. Das Testexemplar hatte die gleiche Größe wie bei Phase 1 (Länge 3,80 m, Höhe 1,20 m), war aber dieses Mal ohne eigenen Antrieb und wurde im März 2003 fertiggestellt. Als Testgelände wurde Esrange bei Kiruna in Schweden ausgewählt.
Der einzige Testflug fand am 1. Juli 2003 statt. Der Gleiter wurde von einem Stratosphärenballon auf eine Höhe von 21 km gebracht und anschließend ausgeklinkt. Im freien Fall erreichte der Gleiter nach 29 s eine Geschwindigkeit von Mach 0,8. Anschließend regelte der Gleiter seine Fluglage völlig autonom, um die Machzahl konstant zu halten und verzögerte dann auf Mach 0,75. Es waren 14 Landestellen vorbereitet, und der Gleiter wählte selbständig eine davon aus. Etwa vier Minuten nach dem Ausklinken sollte in einer Höhe von 1300 m das Landesystem aktiviert werden, so dass der Gleiter an Fallschirmen niederging. Der Aufprall sollte durch Airbags gedämpft werden. Das Landesystem versagte jedoch, und der Gleiter wurde beim Aufprall beschädigt.
Dadurch wurde das Testprogramm zuerst nur vorläufig unterbrochen, dann aber nie mehr aufgenommen.